# Merry-Sec
Pour les articles homonymes, voir Merry.
Merry-Sec est une commune française située dans le département de l'Yonne en région Bourgogne-Franche-Comté.

## Géographie

### Communes limitrophes
Administrativement, Merry-Sec est un petit village situé au centre est de la France, dans le département de l' Yonne (89) de la région Bourgogne.	Le village de Merry-Sec appartient à l'arrondissement de Auxerre et au canton de Courson-les-Carrières. Son code postal est le 89560. 

### Climat
Pour des articles plus généraux, voir Climat de la Bourgogne-Franche-Comté et Climat de l'Yonne.
En 2010, le climat de la commune est de type climat océanique dégradé des plaines du Centre et du Nord, selon une étude du Centre national de la recherche scientifique s'appuyant sur une série de données couvrant la période 1971-2000. En 2020, Météo-France publie une typologie des climats de la France métropolitaine dans laquelle la commune est exposée à un climat océanique altéré et est dans la région climatique  Centre et contreforts nord du Massif Central, caractérisée par un air sec en été et un bon ensoleillement. 
Pour la période 1971-2000, la température annuelle moyenne est de 10,8 °C, avec une amplitude thermique annuelle de 15,9 °C. Le cumul annuel moyen de précipitations est de 810 mm, avec 12,6 jours de précipitations en janvier et 7,9 jours en juillet. Pour la période 1991-2020, la température moyenne annuelle observée sur la station météorologique de Météo-France la plus proche, « Molesmes_sapc », sur la commune de Les Hauts de Forterre à 8 km à vol d'oiseau, est de 11,1 °C et le cumul annuel moyen de précipitations est de 850,3 mm. 
La température maximale relevée sur cette station est de 40,6 °C, atteinte le 25 juillet 2019 ; la température minimale est de −20 °C, atteinte le 9 janvier 1985,,. 
Les paramètres climatiques de la commune ont été estimés pour le milieu du siècle (2041-2070) selon différents scénarios d'émission de gaz à effet de serre à partir des nouvelles projections climatiques de référence DRIAS-2020. Ils sont consultables sur un site dédié publié par Météo-France en novembre 2022.

## Urbanisme

### Typologie
Au 1er janvier 2024, Merry-Sec est catégorisée commune rurale à habitat très dispersé, selon la nouvelle grille communale de densité à sept niveaux définie par l'Insee en 2022.
Elle est située hors unité urbaine. Par ailleurs la commune fait partie de l'aire d'attraction d'Auxerre, dont elle est une commune de la couronne,. Cette aire, qui regroupe 104 communes, est catégorisée dans les aires de 50 000 à moins de 200 000 habitants,.

### Occupation des sols
L'occupation des sols de la commune, telle qu'elle ressort de la base de données européenne d’occupation biophysique des sols Corine Land Cover (CLC), est marquée par l'importance des territoires agricoles (91,8 % en 2018), une proportion identique à celle de 1990 (91,8 %). La répartition détaillée en 2018 est la suivante : 
terres arables (80,2 %), zones agricoles hétérogènes (11,6 %), forêts (6,1 %), zones urbanisées (2,1 %). L'évolution de l’occupation des sols de la commune et de ses infrastructures peut être observée sur les différentes représentations cartographiques du territoire : la carte de Cassini (XVIIIe siècle), la carte d'état-major (1820-1866) et les cartes ou photos aériennes de l'IGN pour la période actuelle (1950 à aujourd'hui).

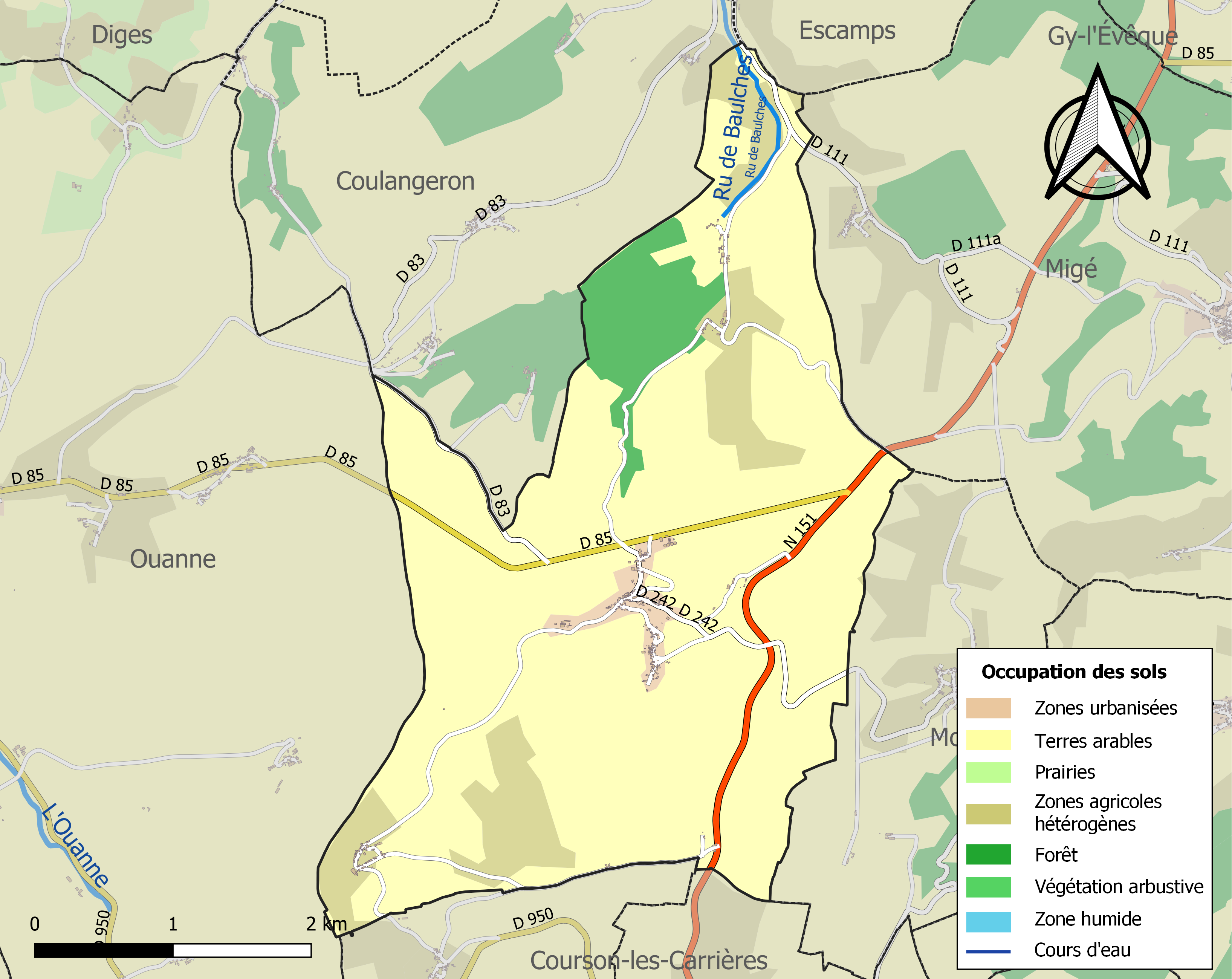
Carte des infrastructures et de l'occupation des sols de la commune en 2018 (CLC).

## Toponymie
Les mentions anciennes de la localité sont : Matriacus au VIe siècle,,,, Oratorium sancti Memmii au VIIe siècle,, Mairiacus 853,,, Merriacum Siccum XIIe siècle,, Merrissicum 1283,, Merrissec 1469,, Mesri-Sec 1470,, Merry-le-Sec v. 1757, Merry-Sec 1800[réf. nécessaire], Mercy-le-Sec v. 1850 .
Ses habitants sont appelés les Merrysicois.

## Histoire
Créée en 1879 à partir de Ouanne, la commune actuelle a été réunie en 1972 avec Chastenay à Ouanne.
La paroisse, elle, est beaucoup plus ancienne.

### Paroisse
La paroisse est citée de très longue date.
Guillaume de Toucy, évêque d'Auxerre de 1167 à 1181, donne l'église de Merry-le-Sec au chapitre de chanoines de l'église Notre-Dame-de-la-Cité à Auxerre.
Elle a longtemps été d'une taille importante. Mais cette dimension va pousser l'évêque à morceler la paroisse. Avec le temps, Merry-Sec perd Mouffy (et les hameaux attachés) puis en 1740 Coulangeron (et les hameaux attachés) qui obtiennent de devenir des paroisses indépendantes.
Parmi les curés de Merry-Sec, il faut citer Germain de Charmoy, chanoine d'Auxerre. Lui ou son neveu homonyme est le premier fondateur du collège d'Auxerre, dont l'évêque Jacques Amyot ne sera que le continuateur.

## Politique et administration
| Période   | Période | Identité           | Étiquette | Qualité |
| --------- | ------- | ------------------ | --------- | ------- |
|           |         |                    |           |         |
| mars 2001 |         | Pierre Coevoet     |           |         |
|           |         | Monique Wlodarczyk |           |         |

## Démographie
L'évolution du nombre d'habitants est connue à travers les recensements de la population effectués dans la commune depuis 1793. Pour les communes de moins de 10 000 habitants, une enquête de recensement portant sur toute la population est réalisée tous les cinq ans, les populations de référence des années intermédiaires étant quant à elles estimées par interpolation ou extrapolation. Pour la commune, le premier recensement exhaustif entrant dans le cadre du nouveau dispositif a été réalisé en 2008.

En 2022, la commune comptait 175 habitants, en évolution de +0,57 % par rapport à 2016 (Yonne : −1,95 %, France hors Mayotte : +2,11 %).
| 1793 | 1800 | 1806 | 1821 | 1831 | 1836 | 1841 | 1846 | 1851 |
| ---- | ---- | ---- | ---- | ---- | ---- | ---- | ---- | ---- |
| 976  | 532  | 467  | 447  | 437  | 484  | 498  | 461  | 506  |

| 1856 | 1861 | 1866 | 1872 | 1876 | 1881 | 1886 | 1891 | 1896 |
| ---- | ---- | ---- | ---- | ---- | ---- | ---- | ---- | ---- |
| 517  | 516  | 519  | 498  | 502  | 472  | 451  | 411  | 392  |

| 1901 | 1906 | 1911 | 1921 | 1926 | 1931 | 1936 | 1946 | 1954 |
| ---- | ---- | ---- | ---- | ---- | ---- | ---- | ---- | ---- |
| 351  | 382  | 380  | 279  | 287  | 277  | 235  | 234  | 203  |

| 1962 | 1968 | 1982 | 1990 | 1999 | 2006 | 2008 | 2013 | 2018 |
| ---- | ---- | ---- | ---- | ---- | ---- | ---- | ---- | ---- |
| 186  | 206  | 141  | 143  | 179  | 176  | 175  | 174  | 177  |

| 2022 | - | - | - | - | - | - | - | - |
| ---- | - | - | - | - | - | - | - | - |
| 175  | - | - | - | - | - | - | - | - |

## Lieux et monuments
- Église Saint-Menge de Merry-Sec

## Pour approfondir